# Deep Purple (album)
A zenekar nevét viseli a Deep Purple 1969 novemberében megjelent Deep Purple című harmadik albuma.  A kiadók problémákba ütköztek a Vatikán tulajdonában lévő, Hieronymus Bosch által festett Földi örömök kertje című kép felhasználása során. Az eredeti amerikai kiadású albumok ritkák, mivel a Tetragrammaton csődbe ment kiadásakor. Ennek nyomán az együttesnek le kellett mondania a szereplést a Rolling Stones turnéján. A Billboard lemezeladási listáján a 162. helyet érte el. Az album 2000-es CD-kiadásán öt kiadatlan felvétel is hallható.

## Az album dalai
Eredeti kiadás
1. "Chasing Shadows" (Jon Lord – Ian Paice) – 5:35
2. "Blind" (Jon Lord) – 5:26
3. "Lalena" (Donovan Leitch) – 5:06
4. "Fault Line" (Ritchie Blackmore – Nick Simper – Jon Lord – Ian Paice) – 1:46
5. "The Painter" (Ritchie Blackmore – Rod Evans – Jon Lord – Ian Paice) – 3:52
6. "Why Didn't Rosemary?" (Jon Lord – Rod Evans – Nick Simper – Ritchie Blackmore) – 5:04
7. "Bird Has Flown" (Jon Lord – Rod Evans – Ritchie Blackmore) – 5:36
8. "April" (Ritchie Blackmore – Jon Lord) – 12:10

2000-es CD kiadás bónusz dalai
1. "The Bird Has Flown" (kislemez változat) – 2:54
2. "Emmaretta" (Jon Lord – Rod Evans – Ritchie Blackmore) (kislemez változat) – 3:01
3. "Emmaretta" (A BBC Top Gear című műsorából, 1969. január 14.) – 3:10
4. "Lalena" (A BBC rádiófelvétele, 1969. június 24.) – 3:34
5. "The Painter" (A BBC rádiófelvétele, 1969. június 24.) – 2:18

## Közreműködők
Együttes
- Rod Evans – ének
- Ritchie Blackmore – gitár
- Jon Lord – orgona, billentyűs hangszerek, vokál
- Nick Simper – basszusgitár, vokál
- Ian Paice – dob, ütőhangszerek

Produkció
- Barry Ainsworth – hangmérnök
- Peter Mew – újrakeverés (Abbey Road Studios)
- Derek Lawrence – producer